# Alonneso (comune)
Alonneso (in greco Αλόννησος?) è un comune della Grecia situato nella periferia della Tessaglia (unità periferica delle Sporadi) con 2 425 abitanti secondo i dati del censimento 2001
Il comune comprende l'intera isola di Alonneso più diverse altre isole (alcune delle quali disabitate) circostanti.

## Località
Il comune è formato dall'insieme delle seguenti località, tra parentesi il nome in greco e la popolazione al censimento 2001:

### Isola di Alonneso
- Ágios Pétros (Άγιος Πέτρος) [7]
- Alónissos (Αλόννησος) [173]
- Chrysi Milia (Χρυσή Μηλιά) [35]
- Gerakas (Γέρακας) [24]
- Isiomata (Ισιώματα) [19]
- Kalamákia (Καλαμάκια) [45]
- Marpounta (Μαρπούντα) [0]
- Mourtero (Μουρτερό) [65]
- Patitiri (Πατητήρι) [1,697]
- Steni Vala (Στενή Βάλα) [107]
- Votsi (Βότση) [500]

### Altre isole
- Adelfoi (Αδελφοί) [11]
- Gioura (Γιούρα) [0]
- Kyrà Panagìa (Κυρά Παναγιά) o Pelagonisi [10]
- Peristera (Περιστέρα) o Evonymos [5]
- Piperi (Πιπέρι) [2]
- Psathoura (Ψαθούρα) [0]
- Skantzoura (Σκάντζουρα) [0]